# 不丹国王
不丹王国现在实行君主立宪制，国王是國家元首。而在不丹历史上，作为诸多大权于一身的最高统治者，国王在不丹政治制度当中占有非常重要的地位。
长期以来，不丹的政治发展基本上是围绕着国王的作用进行的。
自1963年开始，不丹国王使用“朱甲布”（宗喀語：འབྲུག་རྒྱལ་པོ་，威利：'brug rgyal-po，THL：Druk Gyalpo，意为“龙王”）作为头衔。而在1905年之前，使用“朱第悉”（宗喀語：འབྲུག་སྡེ་སྲིད་，威利：'brug sde-srid，THL：Druk Desi）或“德布拉贾”（Deb Raja）作为头衔。

## 历史
在不丹王国历史上，国家政体发展经历了三个主要的阶段，即沙布东政体、世袭君主制政体和君主立宪制政体时期。

### 沙布东政体时期
1907年以前，不丹的政治制度被称为沙布东政体，即沙布东阿旺·纳姆加尔政体。
沙布东政体以双重政权为标志，即以宗教权和世俗权共同管理国家。
沙布东政体时期，沙布东仿照西藏的管理方式，于1646年前后设立了负责掌管宗教事务的高级官职法王达玛拉贾（现在称为基堪布），境内各个寺院指派一名高级喇嘛管理。
1650年，沙布东又仿照西藏当时的摄政机构设立了伦吉措克（即咨询会议），设立了德布拉贾职位（即“法王”，俗称德布王），负责世俗事务的最高权力被授予徳布拉贾。
1651年，沙布东隐居后，在长达70多年的时间里，不丹对沙布东的圆寂秘而不宣，也未寻找沙布东的转世灵童，使不丹长期处在以德布拉贾为首的摄政小组的统治之下，从而大大提高了德布拉贾在不丹政治、宗教界的影响，而达玛拉贾的权力则受到了很大削弱。由于宗教在不丹占有十分重要的地位，不丹人普遍信教，达玛拉贾不但使其失去的部分权力得到恢复，而且还逐步参与到国家事务的管理当中。

### 世袭君主制政体时期
1907年，现代不丹的第一位国王，旺楚克王朝国王乌颜·旺楚克登基。随后，国王彻底废除了沙布东建立的神权统治。同时，不丹建立了世袭君主制并且废除了德布拉贾职务，大大削弱了达玛拉贾的权力，使其只能负责宗教事务，而不再涉及国家的管理事务，从而确立了国王在国家事务中的核心地位。国王是不丹王国的核心，是至高无上的，既是不丹王国的国家元首，又是政府首脑和军队的最高统帅。
1998年6月，不丹对君主世袭制的政治体制进行了重大改革，国王将政府管理权移交给大臣委员会，不再兼任政府首脑。
2001年8月，不丹王国第一次经过民主选举产生了自1964年前首相吉格梅·帕尔登·多吉被害后的第一位不丹政府首相。

### 君主立宪制政体时期
不丹于2008年首度举行全国大选，依照议会制选出新政府，成为君主立宪制国家。但事实上，不丹国王仍掌握着较大实权。

## 历任不丹王国最高统治者

### 历任德布拉贾（德布王）
| 順序 | 姓名                                              | 任期开始 | 任期结束 |
| ---- | ------------------------------------------------- | -------- | -------- |
| 1    | 丹增·竺加尔 （Tenzin Drukgye）                    | 1651年   | 1656年   |
| 2    | 丹增·竺克达 （Tenzin Drukdra）                    | 1656年   | 1667年   |
| 3    | 却加尔·明约·德姆帕 （Chhogyal Mingyur Tempa）     | 1667年   | 1680年   |
| 4    | 丹增·拉布杰 （Tenzin Rabgye）                     | 1680年   | 1694年   |
| 5    | 卡比·格敦·却佩尔 （Gedun Chomphel）               | 1694年   | 1701年   |
| 6    | 阿旺·次仁 （Ngawang Tshering）                    | 1701年   | 1704年   |
| 7    | 乌姆泽·彭焦尔 （Umze Peljor）                     | 1704年   | 1707年   |
| 8    | 竺克·拉布杰 （Druk Rabgye）                       | 1707年   | 1719年   |
| 9    | 格色·纳旺·嘉措 （Geshe Ngawang Gyamtsho）         | 1719年   | 1729年   |
| 10   | 米帕姆·旺波（大师） （Rimpochhe,Mipham Wangpo）   | 1729年   | 1736年   |
| 11   | 郭窝·彭焦尔 （Khuwo Peljor）                      | 1736年   | 1739年   |
| 12   | 沙冲·纳旺·加尔臣 （Sachong Ngawang Gyaltshen）    | 1739年   | 1744年   |
| 13   | 卓加尔·色拉布·旺楚克 （Hhogyal Sherab Wangchuck） | 1744年   | 1763年？ |
| 14   | 竺克·彭措 （Druk Phuntsho）                       | 1763年   | 1765年   |
| 15   | 竺克·丹增一世 （Druk Tendzin I）                  | 1765年   | 1768年   |
| 16   | 索南·伦杜普 （Sonam Lhundub）                     | 1768年   | 1773年   |
| 17   | 昆嘎·仁青 （Kunga Rinchen）                       | 1773年   | 1776年   |
| 18   | 吉格梅·森格 （Jigme Singye）                      | 1776年   | 1788年   |
| 19   | 竺克·丹增二世 （Druk Tendzin II）                 | 1788年   | 1792年   |
| *20  | 索南·加尔臣 （Sonam Gyaltsen）                    | 1792年   | 1799年   |

备注：1792年至1799年期间，根据不同史料来源记载，出任德布拉贾（德布王）的还有以下两人：
- 乌姆泽·恰普恰帕（Umze Chapchapa）
- 塔施·纳姆加尔（Tashi Namgyal）

| 順序 | 姓名                           | 任期开始 | 任期结束 |
| ---- | ------------------------------ | -------- | -------- |
| 21   | 竺克·纳姆加尔 （Druk Namgyal） | 1799年   | 1803年   |
| *22  | 索南·加尔臣 （Druk Namgyal）   | 1803年   | 1805年   |

备注：1803年至1805年期间，根据不同史料来源记载，出任德布拉贾（德布王）的还有：
- 扎西·纳姆加尔（Tashi Namgyal），第二次出任

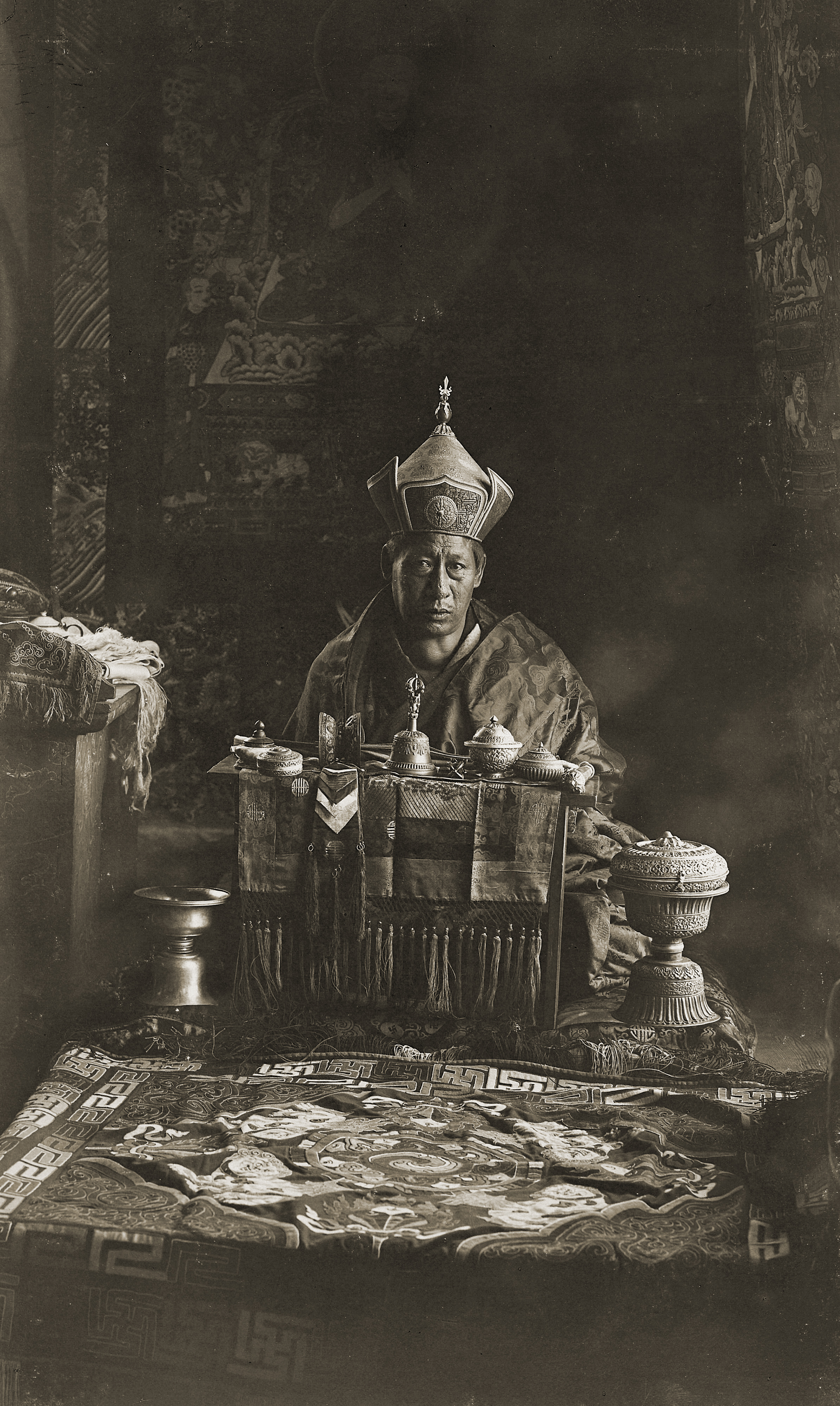
不丹王国德布拉贾叶色·洛杜布（Yeshe Ngodub），1905年。

| 順序 | 姓名                                              | 任期开始 | 任期结束 |
| ---- | ------------------------------------------------- | -------- | -------- |
| 23   | 桑杰·丹增 （Sangye Tendzin）                      | 1805年   | 1806年   |
| 24   | 乌姆泽帕·多瓦 （Umdze Dowa）                      | 1806年   | 1808年   |
| 25   | 巴玛·却扎格 （Bama Chograg）                      | 1808年   | 1809年   |
| 26   | 加格帕 （Gragpa）                                 | 1809年   | 1810年   |
| 27   | 吉格梅·扎格巴 （Jigme Dragpa）                    | 1810年   | 1811年   |
| 28   | 叶色·加尔臣 （Yeshey Gyaltshen）                  | 1811年   | 1815年   |
| 29   | 扎普·多尔吉 （Tshaphu Dorji）                     | 1815年   | 1815年   |
| 30   | 索南·竺格加尔 （Sonam Drugyal）                   | 1815年？ | 1819年   |
| 31   | 丹增·竺克达 （Tendzin Drugdra）                   | 1819年   | 1823年   |
| 32   | 却基·加尔臣 （Choki Gyaltshen）                   | 1823年   | 1831年   |
| 33   | 多尔吉·纳姆加尔 （Dorji Namgyal）                 | 1831年   | 1832年   |
| 34   | 阿达普·曾拉 （Adap Thrinley）                     | 1832年   | 1835年   |
| 35   | 却基·加尔臣（再任） （Choki Gyaltshen）           | 1835年   | 1838年   |
| 36   | 多尔吉·洛尔布 （Dorji Norbu）                     | 1838年   | 1849年？ |
| 37   | 扎西·多尔吉 （Tashi Dorji）                       | 1847年？ | 1850年   |
| 38   | 旺臣·加尔波 （Wangchuk Gyalpo）                   | 1850年   | 1850年   |
| 39   | 吉格梅·洛尔布 （Jigme Norbu）                     | 1850年   | 1851年？ |
| 40   | 查克帕·桑杰 （Chagpa Sangye）                     | 1851年   | 1852年   |
| 41   | 当却·伦鲁布 （Damcho Lhundrup）                   | 1852年   | 1856年   |
| 42   | 索南·托布杰 （Sonam Tobgye）                      | 1856年   | 1861年   |
| 43   | 彭措克·纳姆加尔 （Phuntsho Namgyal）              | 1861年   | 1864年   |
| 44   | 泽旺·西吐普 （Tshewang Sithub）                   | 1864年   | 1864年   |
| 45   | 楚尔廷·云腾 （Tsulthrim Yonten）                  | 1864年   | 1864年   |
| 46   | 噶驹·旺楚克 （Kagyu Wangchuk）                    | 1864年   | 1864年   |
| 47   | 泽旺·西吐普（再任） （Tshewang Sithub）           | 1864年   | 1866年   |
| 48   | 冲杜·佩卡尔 （Tsondru Pekar）                     | 1866年   | 1870年   |
| 49   | 吉格梅·纳姆加尔 （Jigme Namgyal）                 | 1870年   | 1873年   |
| 50   | 基泽尔帕·多尔吉·纳姆加尔 （Kitsep Dorji Namgyal） | 1873年   | 1879年   |
| 51   | 却加尔·章波 （Chogyal Zangpo）                    | 1879年   | 1882年   |
| 52   | 泽旺喇嘛 （Lama Tshewang）                        | 1882年   | 1884年   |
| 53   | 卡瓦·章波 （Gawa Zangpo）                         | 1884年   | 1886年   |
| 54   | 扬罗布·桑杰·多尔吉 （Yanglob Sangye Dorji）       | 1886年   | 1903年   |
| 55   | 叶色·洛杜布 （Yeshe Ngodub）                      | 1903年   | 1905年   |

### 旺楚克王朝历任国王
| 順序 | 肖像 | 姓名                                                             | 生卒日期                    | 在位时间                      | 备注     |
| ---- | ---- | ---------------------------------------------------------------- | --------------------------- | ----------------------------- | -------- |
| 1    |      | 乌颜·旺楚克 （Ugyen Wangchuck）                                  | 1861年 -1926年8月26日       | 1907年 -1926年8月26日         |          |
| 2    |      | 吉格梅·旺楚克 （Jigme Wangchuck）                                | 1905年 -1952年3月30日       | 1926年8月26日 -1952年3月30日  |          |
| 3    |      | 吉格梅·多吉·旺楚克 （Jigme Dorji Wangchuck）                     | 1928年5月2日 -1972年7月21日 | 1952年10月27日 -1972年7月21日 |          |
| 4    |      | 吉格梅·辛格·旺楚克 （Jigme Singye Wangchuck）                    | 1955年11月11日 -            | 1972年7月24日 -2006年12月14日 | 退位     |
| 5    |      | 吉格梅·凯萨尔·纳姆耶尔·旺楚克 （Jigme Khesar Namgyel Wangchuck） | 1980年2月21日 -             | 2006年12月14日 -              | 现任国王 |